# 高速6号 (特務艇)
高速6号（こうそくろくごう、英語: ASH No.6）は、海上自衛隊の特務艇である。同型艇はない。

## 概要
陸上・海上・航空の各自衛隊が運用する航空機が海上に墜落・不時着した際に乗員の捜索救難を目的として、救難を担当する海上自衛隊が救難艇として運用していた特務艇のうち、最後に建造されたのが本艇である。

## 設計
本艇は魚雷艇建造技術の試作艇・実験艇としての性格が強く、従来の救難艇型特務艇にはない様々な新機軸が盛り込まれている。前級高速4号型特務艇を参考としつつも、艇体はさらに大型化し、凌波性を高めるため船型にディープV型が取り入れられた。艇体構造は魚雷艇10号型に続く耐蝕アルミ合金溶接構造とし、縦肋骨方式を採用。船底と舷側に3条のスプレーブレーカーストリップを設けた。
機関は1号型、4号型のパッカード製ガソリンエンジン2基と異なり、低速航行時の性能と操縦性向上のため中央機に三菱重工業24WZディーゼルエンジン1基、左右にDH-24MKディーゼルエンジン2基の3基構成とした。本艇に搭載された24WZディーゼルエンジンは、その後11号型魚雷艇に採用されている。艇体は大型化したもののの、速力は4号型と同等の30ノットとなった。
収容可能人員は9名。また4号型よりも操舵室がさらに前方へ移され、後部救急室が拡大されている。
本級を含む海上自衛隊の救難艇型特務艇に共通する特徴として、任務の性格上、視認性を高めるために艇体が白、甲板が黄、上部構造物が赤に塗装されていた。

## 艦歴
高速6号は、1965年度計画に基づき三菱重工業下関造船所で建造、1967年3月20日竣工した。
建造後は佐世保地方隊に配備された。他の海上自衛隊の救難艇型特務艇が1970年代に退役する中で本艇は長期の運用が行われ、1990年3月23日に除籍された。高速6号の退役をもって救難艇型特務艇（ASH）は廃止となった。本艇で得られた知見は、以降のアルミ合金艇に生かされた。